# SN 1970G
SN 1970G — сверхновая звезда типа II, вспыхнувшая 30 июля 1970 года в созвездии Большая Медведица.

## Характеристики
Сверхновая была открыта астрономом Ф. Ловасом (англ. Lovas, F. J.). Это одна из самых интересных сверхновых за всю историю наблюдений, ей посвящено более 150 научных работ. Спустя 20 лет после вспышки группа астрономов зарегистрировала мощный всплеск излучения в радиодиапазоне на месте SN 1970G. Потом интенсивность стала спадать, а в 2001 году всплеск повторился, его наблюдали с помощью радиотелескопа Very Large Array.
Наблюдения в рентгеновском диапазоне с помощью орбитального телескопа Chandra в 2004 году показали, что в случае с SN 1970G мы имеем дело с переходом из сверхновой в остаток сверхновой. То есть выброшенное звёздное вещество в результате взрыва постепенно превращается в туманность.
Анализ расширяющейся фотосферы SN 1970G позволил уточнить расстояние до родительской галактики М101, где произошла вспышка сверхновой — 22 миллиона световых лет.